# Vihuela

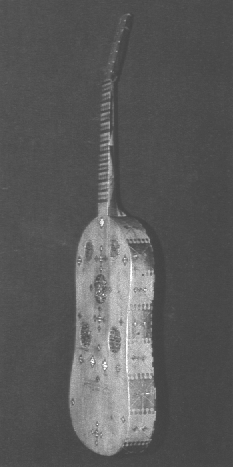
Vihuela, nástroj zvaný Guadalupe

Vihuela neboli viola da mano (název kdysi používaný v Itálii) je drnkací strunný nástroj (chordofon) s hmatníkem, který se používal v 15. a 16. století na Pyrenejském poloostrově a v Itálii. Vihuela obvykle měla šest dvojitých strun. Ladění začínalo většinou od G nebo A a struny následovaly v intervalech kvarta – kvarta – velká tercie – kvarta – kvarta.
Vihuela byla nejdůležitějším předchůdcem barokní kytary. Dochovaly se tři původní vihuely: nástroj zvaný Guadalupe (dnes v Musée Jacquemart-André, Paříž), dále Chambure (Cité de la Musique, Paříž) a konečně nepojmenovaná vihuela, na kterou hrála svatá Mariana de Jesús de Paredes a jež je uchovávána jako její relikvie v Jezuitském kostele v ekvádorském hlavním městě Quito.